# Glaciar Huron

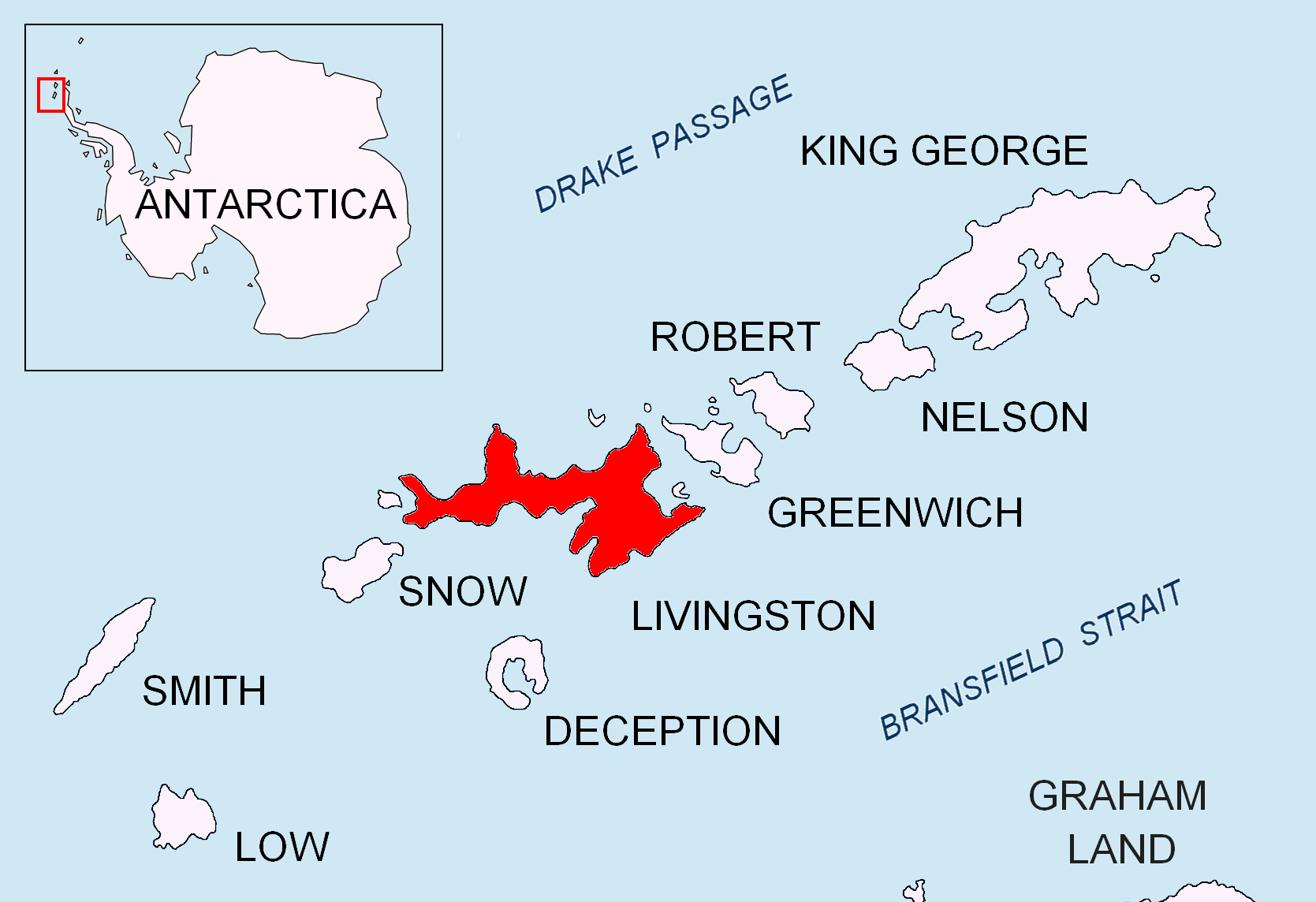
Ubicación de la isla de Livingston en las Islas Shetland del Sur

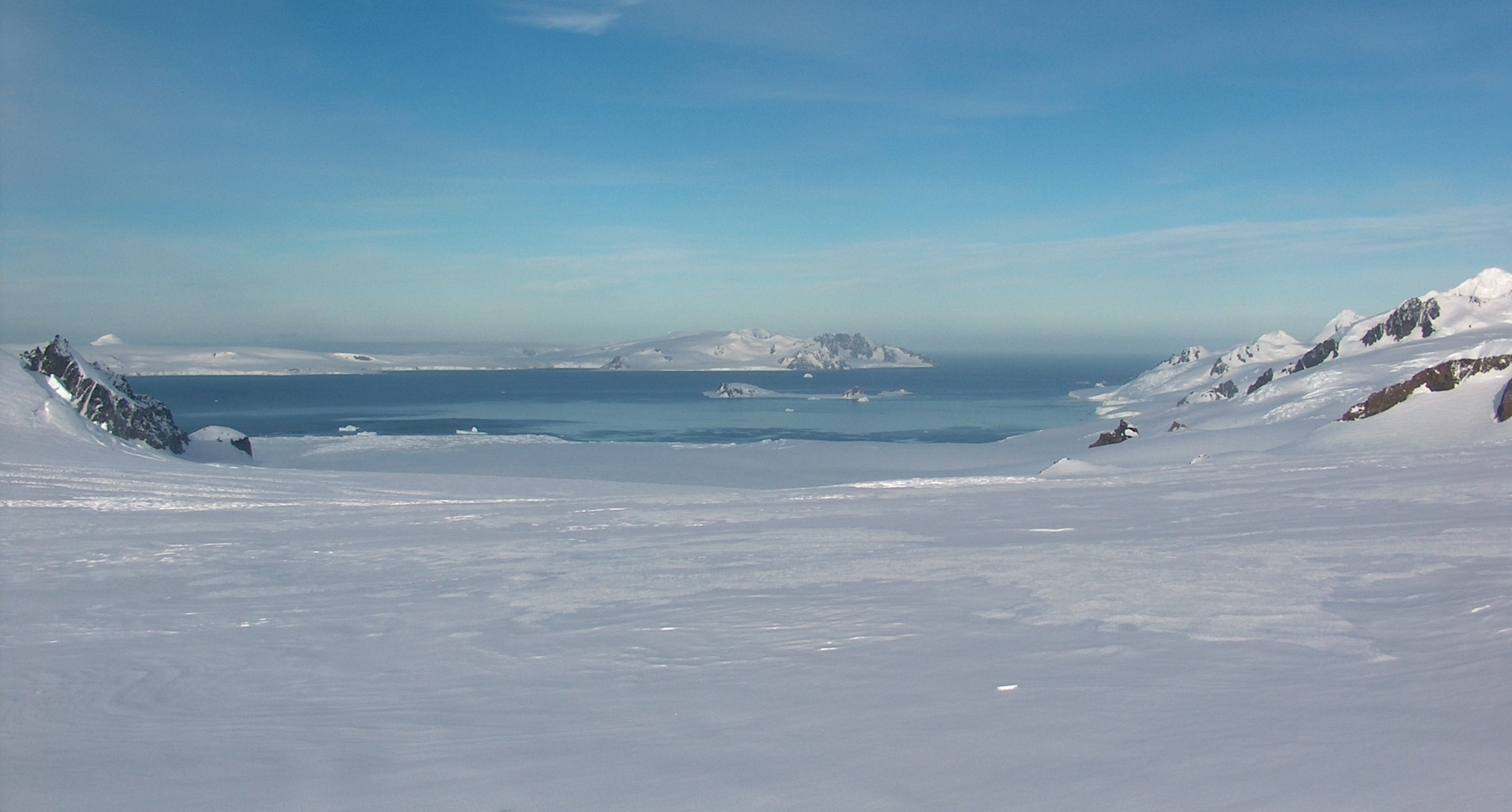
Foto tomada sobre el glaciar

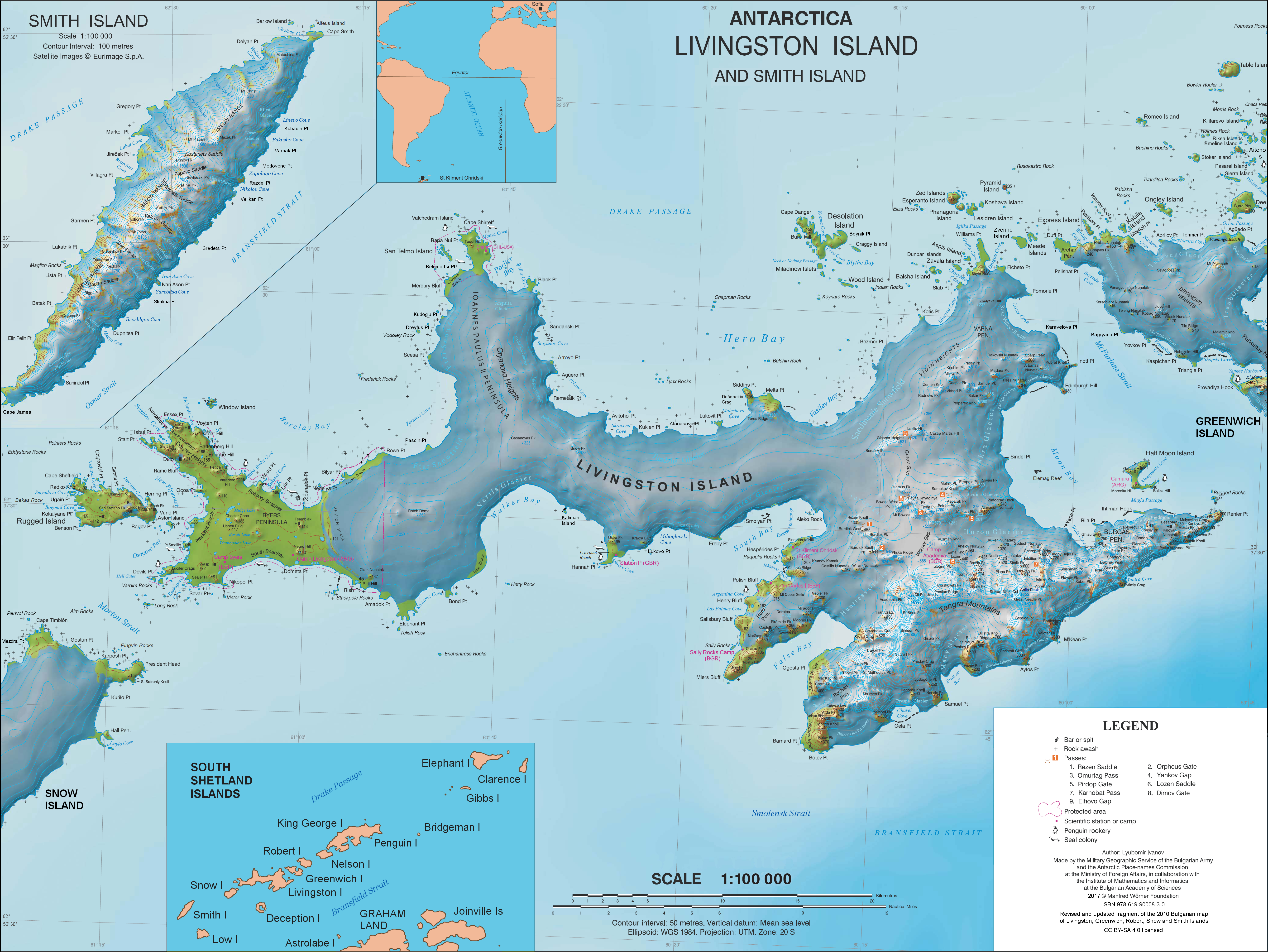
Vista topográfica de la isla

El glaciar Huron tiene 7.7 kilómetros de largo y 3.5 kilómetros de ancho y se encuentra en la isla Livingston más específicamente en las Islas Shetland del Sur de la Antártida, al este del glaciar Perunika, al sureste del glaciar Kaliakra, al sur del glaciar Struma, al oeste-noroeste del glaciar Iskar y al noreste del glaciar Huntress. Está delimitado por el "Bowles Ridge" al norte, "Wörner Gap" al oeste y las montañas Tangra al sur, recibiendo la afluencia de hielo de varios glaciares tributarios que drenan la ladera norte de la montaña entre la montaña Friesland y el pico Helmet, y que corre de este a noreste para vaciarse en "Moon Bay" al sur de "Elemag Point" y al norte de "Yana Point". El campamento Academia está situado en el glaciar superior Huron, en las estribaciones al noroeste del pico Zograf.
El glaciar fue nombrado por el Comité de nombres de lugares antárticos del Reino Unido en 1958 después de que el barco estadounidense Huron (Capitaneado por John Davis) de Nueva Haven, Connecticut, visitara las Islas Shetland del Sur de 1820-21 y 1821-22. 

## Ubicación
El glaciar Huron se centra en las coordenadas: 62°37′50″S 60°06′50″O / -62.63056, -60.11389, varios mapeos fueron realizados, el primero por los británicos en 1968, el segundo durante la expedición Tangra y el tercero entre 2005 y 2009.

## Mapas
- L.L. Ivanov et al. Antarctica: Livingston Island and Greenwich Island, South Shetland Islands. Escala 1:100000 topographic map. Sofía: Comisión búlgara de nombres antárticos, 2005.
- L.L. Ivanov. Antarctica: Livingston Island and Greenwich, Robert, Snow and Smith Islands. Escala